# Prosternon
Prosternon là một chi bọ cánh cứng trong họ 
Elateridae.
Chi này được miêu tả khoa học năm 1834 bởi Latreille.

## Các loài
Các loài trong chi này gồm:
- Prosternon admirabile Gurjeva, 1984
- Prosternon aurichalceum Stepanov, 1930
- Prosternon bombycinus (Germar, 1843)
- Prosternon chrysocomum (Germar, 1843)
- Prosternon egregium Denisova, 1948
- Prosternon fallax (Say, 1834)
- Prosternon hamata (Say, 1834)
- Prosternon hoppingi (Van Dyke, 1932)
- Prosternon medianus (Germar, 1843)
- Prosternon mirabilis (Fall, 1901)
- Prosternon montanum Gurjeva, 1980
- Prosternon semilutea (LeConte, 1853)
- Prosternon sericeum (Gebler, 1824)
- Prosternon syriacum Buysson, 1891
- Prosternon tessellatum (Linnaeus, 1758)
- Prosternon viduus (Brown, 1936)

## Hình ảnh

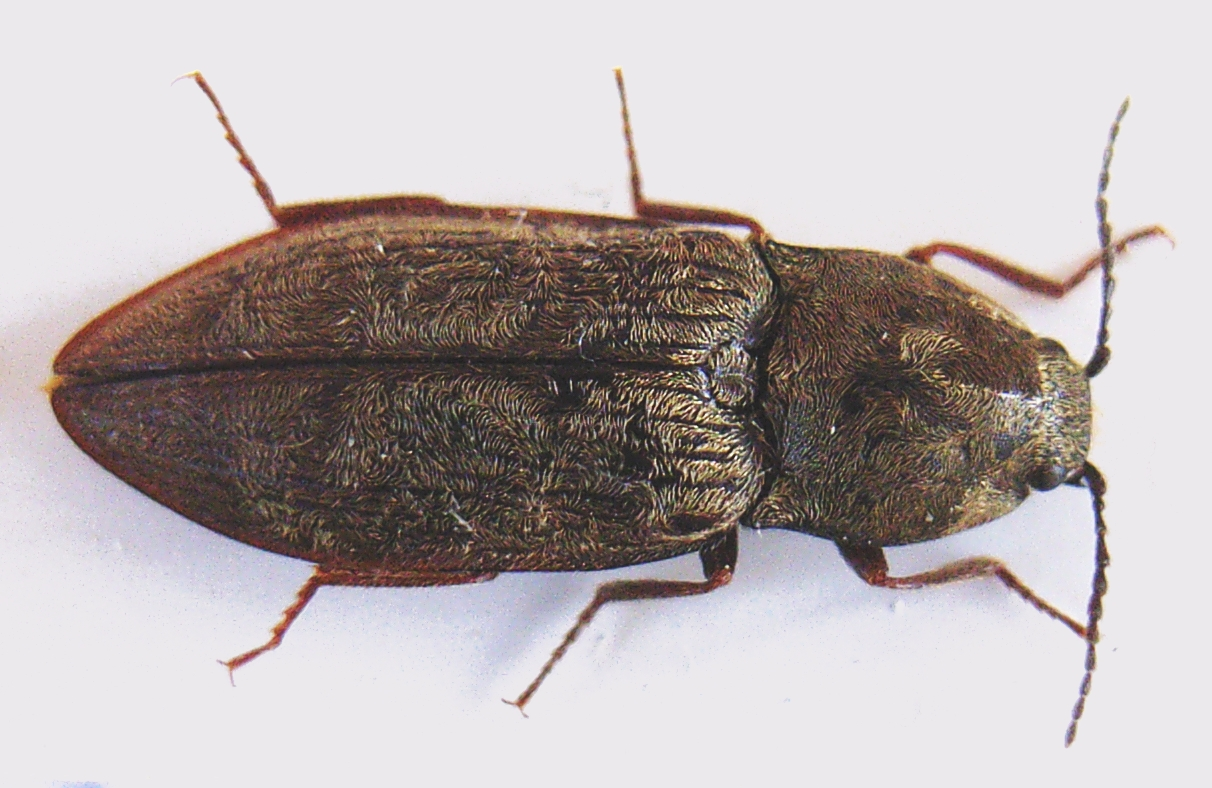